# Where We Stand
Where We Stand är Yellowcards andra album. Det släpptes 1999 av Takeover Records.

## Låtlista
1. "Lesson Learned" - 3:22
2. "Time Will Tell" - 3:58
3. "Sue" - 2:24
4. "April 20th" - 2:55
5. "Uphill Both Ways" - 3:58
6. "Kids" - 2:42
7. "Doesn't Matter" - 2:54
8. "Sorry Try Again" - 1:44
9. "Anywhere But Here" - 3:13
10. "On the Brink" - 7:26